# 163 (nombre)
Cet article concerne le nombre 163. Pour les années, voir 163 et -163.
163 (cent soixante-trois) est le nombre entier qui suit 162 et qui précède 164.

## En mathématiques
Cent soixante-trois est :
- un nombre premier cousin avec 167 ;
- un nombre premier sexy avec 157 ;
- un zéro de la fonction de Mertens ;
- le plus grand nombre de Heegner ;
- un nombre présent dans certaines coïncidences mathématiques, notamment des formules de nombres presque entiers :
  - ln(163) = 163/32 + 0,0000002008... ;
  - π = 512/163 + 0,000488... ;
  - e = 443/163 + 0,000490... ;
  - d'où π - e = 69/163 - 0,00000206... ;
  - π - e = 69/163 + 10×(163/32 - ln(163)) - 0,0000000502... ;
  - {\displaystyle {\frac {\ln(640320^{3}+744)}{\sqrt {163}}}=3{,}14159\ 26535\ 89793\ 23846\ 26433\ 83279^{+}} donne les 30 premières décimales de π ;
  - le nombre {\displaystyle \operatorname {e} ^{\pi {\sqrt {163}}}} est un nombre presque entier[1] ; parfois appelé constante de Ramanujan. En effet sa partie fractionnaire est {\displaystyle 0{,}99999999999925\dots }.

## Dans d'autres domaines
Cent soixante-trois est aussi :
- le numéro des colorants alimentaires constitués de pigments naturels E 163-a à E163-f (noir, bleu et violet) appelés anthocyanes ;
- Messerschmitt Me 163, un avion allemand.

## Référence
1. ↑  Jörg Arndt et Christoph Haenel (trad. de l'allemand par Henri Lemberg et François Guénard), À la poursuite de π [« Pi. Algorithmen, Computer, Arithmetik »], Paris, Vuibert,‎ mars 2006 (1re éd. 1998), 273 p. (ISBN 978-2-7117-7170-7), chap. 2 (« Dans quelle mesure π est-il aléatoire ? »), p. 25